# Crossed
Crossed est une émission culturelle et humoristique sur le cinéma et les jeux vidéo diffusée par le site Jeuxvideo.com du 6 février 2013 au 16 avril 2014 ainsi que sur les plateformes YouTube et Dailymotion. Créée par les vidéastes Karim Debbache, Gilles Stella et Jérémy Morvan, elle est réalisée et produite par le Nesblog, un collectif de vidéastes dont ils font partie.
L'émission a pris fin après 28 épisodes. Karim Debbache, Gilles Stella et Jérémy Morvan ont plus tard, en janvier 2016, fait leur retour avec Chroma, une autre émission consacrée au cinéma, rendue possible par les fans qui l'ont financée.

## Déroulement
Crossed est une chronique bimensuelle dont les épisodes durent 10 à 15 minutes. Chaque épisode est consacré à un film en rapport avec le jeu vidéo, qui peut être une adaptation ou un film utilisant le jeu vidéo comme un élément de son scénario. Le nom de l'émission fait référence au croisement des thèmes du cinéma et du jeu vidéo dans la chronique. Cette émission fait partie (avec son pendant Chroma) des chaînes de critique et d'analyse cinématographiques les plus influentes, avec celles de François Theurel (Le Fossoyeur de films), et de Timothée Fontaine (Le Cinéma de Durendal),.
Le plateau de l'émission, où se déroulent tous les épisodes à l'exception du 16 (qui a lieu dans l'espace), ressemble à un salon dont les murs sont recouverts d'affiches de films. L'émission est composée d'extraits de films commentés, de sketches, d'interventions de Karim et autres personnages, voire même de chansons interprétées par l'équipe. Durant un épisode, Karim fait un résumé rapide du film examiné à l'aide des extraits, puis fait une critique du film. Il définit également souvent des termes du cinéma, présente des acteurs ou réalisateurs, et peut recommander aux spectateurs certains films. Karim cache parfois dans ses vidéos des textes humoristiques qui ne sont lisibles qu'en mettant sur pause au bon moment.

## Personnages récurrents
- Si vous ne connaissez pas le sujet, laissez ce bandeau (vous pouvez alors contacter les auteurs).
- Si vous supprimez le contenu mis en cause (vous pouvez préalablement contacter les auteurs),

argumentez précisément cette suppression dans la page de discussion
(un manque de référence n'est pas un argument ; une recherche réelle de référence doit avoir été effectuée, être formellement documentée).
| Personnage                                 | Interprète       | Description du personnage |
| ------------------------------------------ | ---------------- | --- |
| Karim Debbache                             | Lui-même         | Présentateur de l'émission, Karim est un cinéphile et un amateur de jeux vidéo. Il parle souvent très rapidement et aime faire des calembours, ou citer des répliques de films. Il adore Jurassic Park et s'amuse souvent à comparer la date de sortie d'un film avec celle de ce dernier.                                                     |
| Kamel Debbiche                             | Karim Debbache   | Double de Karim, Kamel sert de co-présentateur, et représente souvent le public. Le fait que lui et Karim soient une seule et même personne est une source de gags récurrents de l'émission. Un autre gag récurrent de Kamel est sa tendance à confondre les prénoms, par exemple John Moore et Roger Moore ou bien John Flynn et Errol Flynn. |
| Gilles Stella                              | Lui-même         | Ami de Karim, il s'occupe du son, adore la musique et est un très grand fan de Jurassic Park. Il intervient toujours avec beaucoup d'enthousiasme, et ne rate jamais une occasion de faire référence à son film préféré. |
| Jérémy Morvan                              | Lui-même         | Ami de Karim, il est assez excentrique et sert souvent d'élément comique à l'émission. Si on en croit le quatrième épisode, personne ne sait quel est son poste au sein de l'équipe de l'émission, même pas lui. |
| L'Étrange Personnage Récurrent de Policier | Gilles Stella    | Policier non nommé et parfaitement impassible qui apparait souvent quand Karim mentionne la police dans une vidéo, il ne dit la plupart du temps que « Vos papiers, s'il vous plait. » |
| Le professeur Sédétruk                     | Jérémy Morvan    | Scientifique qui apparait parfois pour raconter des anecdotes sur certains films aux spectateurs. |
| Charles                                    | Charles Blengino | Ami de Karim, parlant peu et ayant toujours une tasse à la main, c'est un spécialiste de la censure (dans le sens où il fait office de barre de censure humaine) et Karim fait parfois appel à lui en cas de scènes choquantes dans un film.                                                                                                   |
| Hugo Jouxtel                               | Lui-même         | Ami de Karim, il s'occupe de l'image et aime expliquer des techniques avec humour aux spectateurs. Il n'est cependant pas très compétent et a tendance à donner des conseils inutiles. |

D'autres vidéastes font des apparitions dans certains épisodes, par exemple Usul et Dorian Chandelier apparaissent dans l'épisode 6, Antoine Daniel dans l'épisode 13 ou Meeea dans le générique d'introduction de l'épisode 22.

## Liste des épisodes
- Si vous ne connaissez pas le sujet, laissez ce bandeau (vous pouvez alors contacter les auteurs).
- Si vous supprimez le contenu mis en cause (vous pouvez préalablement contacter les auteurs),

argumentez précisément cette suppression dans la page de discussion
(un manque de référence n'est pas un argument ; une recherche réelle de référence doit avoir été effectuée, être formellement documentée).
L'émission compte 28 épisodes, auxquels s'ajoute un épisode spécial "foire aux questions", sorti le 16 janvier 2014.
| Épisode | Date de diffusion | Film                                      | Résumé de la critiques et notes |
| ------- | ----------------- | ----------------------------------------- | --- |
| 1       | 6 février 2013    | Super Mario Bros.                         | Épisode pilote, installe les bases de l'émission. Karim fait une critique négative du film principalement à cause de son manque de fidélité au jeu ainsi qu'à la mauvaise qualité de ses effets spéciaux et l'absurdité de son scénario, et explique pourquoi l'univers de Super Mario Bros. a du sens pour un jeu vidéo mais pas pour un film, rendant l'adaptation décevante. |
| 2       | 20 février 2013   | Gamer                                     | L'introduction parodie La Quatrième Dimension. Karim fait une critique négative du film, lui reprochant l'utilisation du jeu vidéo comme un simple argument de vente, le manque d'originalité du film, les images de synthèse ratées et le choix des acteurs, notamment Arielle Dombasle. Pour se moquer du réalisateur Patrick Levy, qui a signé Gamer sous le pseudonyme de Zak Fishman, Karim s'amuse à signer l'épisode sous le pseudonyme de Superman Rockfeller. |
| 3       | 6 mars 2013       | Silent Hill                               | Karim fait une critique mitigée du film, le trouvant très bien réalisé et fidèle au jeu, mais critiquant la violence de certaines scènes ainsi que la narration, qu'il trouve mal rythmée et à laquelle il reproche de ne laisser aucun mystère irrésolu, contrairement aux scénarios des jeux. Il recommande aux spectateurs ayant aimé la série Silent Hill de regarder L'Échelle de Jacob, qui a beaucoup inspiré les jeux. |
| 4       | 20 mars 2013      | The King of Kong                          | La critique est entrecoupée de faux making-of rendant hommage à The Office. Karim fait une critique très positive du documentaire, trouvant qu'il fait parfaitement ressortir l'humanité des personnages et qu'il évite de donner une image négative des joueurs de jeu vidéo. Il en profite pour présenter le recordman Billy Mitchell, et fait quelques commentaires sur l'âge d'or des jeux vidéo d'arcade. |
| 5       | 3 avril 2013      | House of the Dead                         | Karim fait une critique très négative du film, le trouvant à la fois très mal écrit, très mal réalisé (il critique notamment les nombreux effets ratés, comme des trampolines et des rails de travelling visibles à l'écran) et très mal joué, mais il le recommande néanmoins aux spectateurs qui aimeraient travailler dans le cinéma, affirmant que l'on peut beaucoup apprendre d'un film raté, et expliquant la différence entre navet et nanar. Il résume le film en une « compilation en une heure et demi de temps toutes les erreurs qu'il est possible de faire au cinéma ». |
| 6       | 17 avril 2013     | Starfighter                               | L'épisode commence par une définition du Nouvel Hollywood, et de comment celui-ci a pris fin à la suite des premiers blockbusters. Karim fait une critique mitigée du film, le considérant comme un précurseur en termes d'utilisation des images de synthèse, bien qu'il admette que ces dernières ont mal vieilli, et reproche surtout au film un manque d'originalité dans le scénario qui ne fait que reprendre le schéma narratif de blockbusters comme Star Wars, donnant à Karim une occasion de définir la théorie du monomythe. |
| 7       | 1er mai 2013      | Max Payne                                 | Karim fait une critique négative du film, le trouvant très mal filmé et monté (en partie à cause de la censure de scènes violentes pour obtenir un classement PG-13) et incapable de retranscrire l'esthétique du jeu, et considérant le rôle de Mila Kunis comme un mauvais choix de casting. L'épisode se termine sur une chanson énumérant de nombreux films que Karim recommande plutôt que Max Payne : À toute épreuve, Chinatown, Miami Vice : Deux flics à Miami, Serpico, Death Sentence, Sueurs froides, Payback, Memento, RoboCop, Insomnia, Blade Runner, Narc, Le Grand Sommeil, L.A. Confidential, Collatéral, L'Arme fatale, Donnie Brasco, Heat, Dredd, Un flic à la maternelle, L'Inspecteur Harry, Training Day, Copland, Le Faucon maltais, La Loi du milieu, Bullitt, Les Infiltrés, Un justicier dans la ville, Piège de cristal, Seven, Bad Lieutenant, Bad Lieutenant : Escale à La Nouvelle-Orléans, Man on Fire, The Killer et Matrix. |
| 8       | 15 mai 2013       | Stay Alive                                | Karim fait une critique négative du film, trouvant que les protagonistes sont des stéréotypes insultants de joueurs, que l'intrigue du film est incohérente et que la mise en scène est confuse. Il reproche également au film de ne pas être effrayant, limitant ses effets horrifiques au jump scare, et en profite pour faire des commentaires sur les codes du cinéma d'horreur. |
| 9       | 29 mai 2013       | Future Cops                               | Le film est en fait une adaptation non officielle de Street Fighter 2. Karim fait une critique négative du film, le trouvant ridicule et critiquant son scénario illogique sans aucun rapport avec le jeu, le film étant plus une comédie slapstick qu'un film d'arts martiaux. Cependant, tout comme pour House of the Dead, il considère le film comme un nanar et pense que les fans de Street Fighter devraient regarder ce film. |
| 10      | 19 juin 2013      | Alone in the Dark                         | Après avoir présenté le réalisateur du film, Uwe Boll, qui avait déjà réalisé House of the Dead, Karim fait une critique très négative du film : il trouve le scénario incompréhensible et sans aucun rapport avec les jeux, la réalisation et le jeu des acteurs toujours aussi mauvais et critique particulièrement un long texte au début du film rajouté après les projections test pour clarifier l'intrigue. Il termine l'épisode en définissant la règle des 180 degrés, une règle élémentaire du cinéma, afin de démontrer que réaliser un bon film est possible en respectant des règles ou en jouant avec de façon pertinente, ce à quoi Alone in the Dark échoue. |
| 11      | 3 juillet 2013    | Wargames                                  | Karim fait une critique très positive du film, le trouvant en avance sur son temps au niveau du message anti-guerre et sur l'importance croissante de l'informatique qu'il veut faire passer, et saluant la prestation de Matthew Broderick et son personnage évitant le cliché du joueur asocial. Il en profite pour parler de la peur d'une guerre nucléaire dans les années 1980 et définir l'équilibre de la terreur. |
| 12      | 17 juillet 2013   | Double Dragon                             | Karim fait une critique très négative du film, trouvant les personnages insupportables, la réalisation mauvaise, l'histoire entièrement dénuée de sens et l'univers incohérent. Il recommande aux gens ayant aimé les jeux Double Dragon de plutôt regarder Les Guerriers de la nuit, un film les ayant inspirés. |
| 13      | 31 juillet 2013   | Doom                                      | Karim commence l'épisode en définissant le money shot (en), un plan très cher d'un film souvent utilisé pour sa promotion. Karim fait une critique négative du film, mais affirme qu'il s'agit d'une des moins mauvaises adaptations de jeux vidéo. Il le trouve mal filmé (il critique particulièrement le money shot en vue à la première personne) et mis en scène et en profite pour définir la courte focale, mais apprécie la présence de Dwayne Johnson au casting et reconnaît que le film aurait pu être un film d'action correct si le scénario était mieux travaillé. |
| 14      | 14 août 2013      | Street Fighter                            | Bien qu'il prenne la défense de Jean-Claude Van Damme, Karim fait une critique très négative du film, lui reprochant son manque d'originalité, le trop grand nombre de personnages pour la plupart inutiles à l'intrigue, la présence de scènes irréalistes servant seulement à reproduire dans le film des mouvements du jeu, et la réalisation médiocre. Il affirme que le fait que le film soit destiné à un jeune public n'est pas une excuse, et qu'un film pour les enfants n'est pas forcément un film capitalisant sur une mode. Il recommande aux spectateurs amateurs de jeux de combat de plutôt regarder Bloodsport (avec également Van Damme à l'affiche), le considérant comme bien plus proche de l'esprit de la série Street Fighter. |
| 15      | 4 septembre 2013  | eXistenZ                                  | Karim commence l'épisode en présentant le réalisateur du film, David Cronenberg, qu'il apprécie beaucoup. Karim fait une critique très positive du film, saluant les acteurs, les choix esthétiques très osés, la complexité du scénario et les nombreuses façons de l'interpréter. Plutôt que de recommander ce film aux spectateurs, il définit la politique des auteurs et recommande, au nom de cette dernière, toute la filmographie de Cronenberg. |
| 16      | 18 septembre 2013 | Postal                                    | Pour son troisième film réalisé par Uwe Boll, Karim fait là encore une critique très négative du film. Il reproche au film d'échouer à être drôle à cause de ses gags trop longs et d'avoir un scénario convenu déjà vu dans de nombreux films, mais de contenir énormément de vulgarité et de violence gratuite dans le seul but de le vendre comme un film subversif, titre auquel il l'accuse de n'avoir aucun droit, et recommande The Devil's Rejects comme exemple de film véritablement subversif. |
| 17      | 2 octobre 2013    | Le Cobaye                                 | Karim commence l'épisode en définissant la réalité virtuelle et en la rapprochant de concepts comme l'allégorie de la caverne. Karim fait une critique positive du film, appréciant l'inspiration de films d'horreur classiques plutôt que de contemporains, et l'utilisation importante de l'image de synthèse encore expérimentale à l'époque. Il trouve cependant que les effets spéciaux ont mal vieilli, que leur utilisation n'est pas toujours justifiée comme le film n'est pas en trois dimensions, et que la réalité virtuelle n'est pas vraiment transposée à l'écran. |
| 18      | 16 octobre 2013   | Final Fantasy : Les Créatures de l'esprit | Karim fait une critique positive du film, notant toutefois les personnages archétypaux et l'intrigue peu originale mais reconnaissant que le film était très en avance sur son temps en termes d'animation, définissant au passage la vallée dérangeante et la capture de mouvement. Bien qu'admettant que le film n'a presque rien à voir avec la série Final Fantasy, il fait remarquer que l'univers de ces jeux n'est tout simplement pas possible à adapter dans un long-métrage, et rappelle que les jeux de la série n'ont eux-mêmes que très peu de points communs entre eux. Il apprécie d'ailleurs le fait que le film ne tente presque pas de faire référence aux jeux, contrairement à beaucoup d'autres adaptations. |
| 19      | 13 novembre 2013  | Mortal Kombat : Destruction finale        | Après un résumé rapide du premier opus, Karim fait une critique très négative du film. Il critique les effets spéciaux, le fait que presque tous les acteurs du premier film aient été remplacés, le trop grand nombre de personnages, l'absence de la violence typique de la série Mortal Kombat et le scénario quasiment inexistant, qui n'est qu'un prétexte à des combats incessants. Il trouve toutefois que le film est tellement mauvais qu'il en est amusant, et le recommande aux amateurs de nanars. |
| 20      | 27 novembre 2013  | Brainscan                                 | Après une présentation du réalisateur du film, John Flynn, de son mentor Robert Wise et de l'acteur principal Edward Furlong, Karim fait une critique négative du film. Bien qu'il le juge bien réalisé, il trouve le personnage central très désagréable, n'éprouvant aucune empathie pour lui, et critique le design du Trickster et les incohérences majeures du scénario en définissant la suspension consentie de l'incrédulité et en expliquant comment le film la brise. |
| 21      | 11 décembre 2013  | Resident Evil                             | Karim commence l'épisode en présentant un de ses réalisateurs préférés, Paul Thomas Anderson, en fait un gag, le film étant en réalité réalisé par Paul W.S. Anderson. Karim fait une critique négative du film, le trouvant très mal réalisé et joué et critiquant les effets spéciaux, le son et le manque d'originalité du scénario. Il critique notamment le fait que le film soit tourné comme un film d'action au lieu d'un film d'horreur, échouant donc à reproduire l'esprit du jeu, ainsi que l'utilisation abusive de jump scares pour tenter en vain de le rendre effrayant. Dans une logique de running gag, Karim finit l'épisode en confondant le réalisateur avec Wes Anderson. |
| 22      | 25 décembre 2013  | DOA: Dead or Alive                        | Après une présentation de Takashi Miike, réalisateur d'un autre film nommé Dead or Alive, et de Corey Yuen, Karim fait une critique négative du film et définit au passage les projections de presse, qui n'eurent pas lieu pour ce film. Il le trouve mal filmé, rendant l'action confuse, critique le scénario (notamment l'utilisation incorrecte du mot shinobi), les images de synthèse et un nombre excessif de scènes racoleuses avec les personnages féminins du film, bien qu'il reconnaisse que ce dernier point est aussi pratiqué par les jeux de la licence Dead or Alive. Il souhaite à la fin de l'épisode un joyeux Noël aux spectateurs. |
| 23      | 22 janvier 2014   | Ultimate Game                             | Après une critique positive rapide de Hyper Tension, un autre film des mêmes réalisateurs, Karim fait une critique négative du film. Il le trouve très vulgaire et violent, et filmé d'une façon qui, selon lui, va à l'encontre des messages qu'il veut faire passer, et critique le scénario, notamment la représentation négative des joueurs, le fait que certains personnages disparaissent au milieu du film sans explications et les décisions illogiques des antagonistes. Il termine l'épisode en recommandant Hyper Tension aux spectateurs, le trouvant plus proche de ce à quoi un film s'inspirant de jeux vidéo devrait ressembler. |
| 24      | 5 février 2014    | Hitman                                    | Après une présentation de Xavier Gens, Karim fait une critique négative du film, critiquant le scénario en faisant notamment remarquer que 47 raconte dans son flashback des évènements auxquels il n'était pas présent, il trouve aussi le montage final mal adapté à la vision du réalisateur avec comme résultat un film générique ressemblant plus à un Jason Bourne qu'à une adaptation des jeux Hitman, et en profite pour faire quelques commentaires sur la condition des réalisateurs aux États-Unis. Il trouve aussi 47 mal écrit, filmé et joué, avec comme résultat un personnage ni effrayant ni touchant. Il trouve néanmoins le temps d'instruire les spectateurs en profitant d'une scène contenant une impasse mexicaine pour définir ce terme. |
| 25      | 4 mars 2014       | Voltage                                   | Karim fait une critique mitigée du film, appréciant l'importante utilisation d'images de synthèse et l'esthétique du film qui en découle, mais critique le changement de titre injustifié de la version française – le titre original du film est Ra.One, le nom de son antagoniste, tandis que le titre français est à l'inverse le nom de son héros, qui s'appelle d'ailleurs G.One en VO –, la musique et la longueur du film, le personnage insupportable de Prateek et les nombreuses similitudes avec le scénario de Terminator 2. Il trouve aussi que les jeux vidéo montrés dans le film ne ressemblent pas à de vrais jeux vidéo mais à la vision que s'en ferait quelqu'un ne les connaissant pas. |
| 26      | 19 mars 2014      | The Wizard                                | Karim commence l'épisode par une définition du placement de produit. Principalement à cause de l'omniprésence de ce dernier et de la ressemblance du scénario du film avec celui de Rain Man, Karim fait une critique mitigée du film. Il apprécie toutefois la prestation de Fred Savage, ainsi que la narration et les décors du film, et pense que le film peut se regarder. |
| 27      | 2 avril 2014      | Tron                                      | Karim fait une critique très positive du film, qu'il qualifie de révolutionnaire en termes d'animation, trouvant qu'il a bien vieilli (bien qu'il trouve le costume de Dumont ridicule) et rapprochant son esthétique de l'art abstrait, et mentionnant au passage Vassily Kandinsky et son livre Du spirituel dans l'art. Il apprécie également les nombreuses interprétations possibles du scénario et les personnages attachants. |
| 28      | 16 avril 2014     | Scott Pilgrim                             | Pour le dernier épisode de Crossed, Karim définit le happy end et donne une critique positive du film après avoir présenté Edgar Wright. Il apprécie les acteurs, l'humour et les nombreux clins d’œil aux jeux vidéo, définissant au passage le deus ex machina, et affirme que le film est un pas en avant de par la façon dont le jeu vidéo y est traité. Il souligne que les jeunes gamers d'autrefois sont aujourd'hui adultes et exercent divers métiers comme cinéastes, auteurs ou graphistes et traitent à présent le jeu vidéo avec bienveillance. À la fin de l'épisode, Karim et son équipe remercient leurs spectateurs et leur disent au revoir. |